# Ханна Гронкевич-Валц
Ха̀нна Беа̀та Гронкѐвич-Валц (на полски: Hanna Beata Gronkiewicz-Waltz) е полска юристка и политик, професор на правните науки, преподавател във Варшавския университет и университет „Кардинал Стефан Вишински“, председател на Полската национална банка (1992 – 2001), депутат в Сейма, V мандат (2005 – 2006), кмет на Варшава (2006 – 2011), член на политическата партия Гражданска платформа.

## Биография
Ханна Гронкевич е родена на 4 ноември 1952 година във Варшава, в семейството на Мария и Войчех Гронкевич. През 1975 година завършва право във Варшавския университет. В университета участва в създаването на структура на синдиката „Солидарност“. В 1981 година защитава докторска дисертация по икономическо право. Следва хабилитация през 1993 година, През 2013 година получава титлата „професор на правните науки“.
Работи във Факултета по право и администрация на Варшавския университет. В годините 1990 – 1992 година е асистент в Академията за католическа теология (от 1999 година – университет „Кардинал Стефан Вишински“).
В годините 1992 – 2001 е председател на Полската национална банка, след което е избрана за вицепредседател на Европейската банка за възстановяване и развитие (2001 – 2004). През 2005 година става член на политическата партия Гражданска платформа и е избрана за депутат в Сейма (2005 – 2006). На следващата година е избрана за кмет на Варшава.